# Роснувко (Великопольське воєводство)
Роснувко (пол. Rosnówko) — село в Польщі, у гміні Коморники Познанського повіту Великопольського воєводства.
Населення — 1114 осіб (2011).
У 1975-1998 роках село належало до Познанського воєводства.

## Демографія
Демографічна структура станом на 31 березня 2011 року:
|          | Загалом | Допрацездатний вік | Працездатний вік | Постпрацездатний вік |
| -------- | ------- | ------------------ | ---------------- | -------------------- |
| Чоловіки | 555     | 134                | 378              | 43                   |
| Жінки    | 559     | 112                | 356              | 91                   |
| Разом    | 1114    | 246                | 734              | 134                  |